# Efraín Loyola
Efraín Loyola Fernández (Cienfuegos, 18 de diciembre de 1916 – 2 de abril de 2011) fue un flautista cubano. Fue uno de los flautistas más longevos del mundo, extendiendo su carrera durante más de siete décadas. Por otro lado, fue capitán de la milicia cubana y luchó en la Rebelión del Escambray. Vestido siempre con un elegante traje, un bastón y excelentemente peinado, fue un admirador de Danzón y de Miguelito Cuní y fue considerada una autoridad en la historia musical cubana.

## Biografía
Loyola comenzó trabajando como  limpiador de zapatos, panadero, vendedor de periódicos y de tabaco mientras aprendía a tocar la flauta en la Banda Juvenil de los Bomberos.
Desde 1928 tocaba con el sexteto Conjunto Tradicional de Sones Los Naranjos y empezó a tocar en la banda de Rumberos. En 1937, empieza a participar con la centenaria Banda Municipal de Conciertos de Cienfuegos y luego pasa por la banda de Rumberos y en la orquesta de Tomasita la O. Allí estrenó su primer danzón: “Lluvia de amores”.
En 1938, llega a La Habana haciendo suplencias en la orquesta de Pedrito Calvo. 
En enero de 1939, organiza una orquesta charanga con Generoso Jiménez y Orestes Aragón Cantero a la que llamaron Rítmica del 39 (posteriormente refundada como Orquesta Aragón), con la que estuvo hasta 1954. Precisamente con esta orquesta, Loyola aparece en docenas de discos.
En 1954, Loyola creó su propia banda, la Orquesta Efraín Loyola, orquesta lideró hasta su muerte a los 94 años a causa de un tromboembolismo pulmonar. Fue enterrado en el cementerio de Cienfuegos ante amigos, familia y admiradores. Entre mayo de 1954 y junio de 1955, Loyola y su orquesta realizan grabaciones para los sellos Stars y Puchito de Jesús Goris, tocan en programas de radio de Radio Progreso. En 1961, Efrain Loyola con su orquesta grababa dos Lps con los éxitos “Yo te voy a hacer caso”, y “No me hagas sombra” y en 1964, graba con EGREM varios discos como "El guaguancó de las milicias" y "El chachá de la juventud".

## Premios y honores
También mereció casi 150 galardones como el Título de Miembro de Mérito, de la Unión de Escritores y Artistas de Cuba, la condición de Hijo Ilustre de la Ciudad de Cienfuegos, el Premio Jagua, y la orden Jesús Menéndez, conferida por la Central de Trabajadores de Cuba.

## Instrumento
Loyola tocaba la flauta llamada “Celeste”, bautizada así en honor del flautista y luthier cubano Celestino Dias Flores, que mantuvieron y estandarizaron el tipo de 5 teclas de madera necesarias para tocar la Charanga con el color adecuado después de la aparición del sistema Böehm y la mayoría de los fabricantes dejaron de fabricar las flautas de madera de 5 y 6 teclas.
El hijo de Loyola, José Loyola es actualmente el director de la banda Charanga de Oro.